# Don't Tell Me (Avril Lavigne-låt)
"Don't Tell Me" är en låt framförd av den kanadensiska sångerskan Avril Lavigne, utgiven som den första singeln från hennes andra album Under My Skin i mars 2004. Lavigne skrev texten till låten medan musiken skrevs tillsammans med Evan Taubenfeld.
Videon till låten regisserades av Liz Friedlander och spelades in i Los Angeles i mars 2004.

## Låtlista
| Nr | Titel                            | Längd |
| -- | -------------------------------- | ----- |
| 1. | Don't Tell Me (singelversion)    | 3:26  |
| 2. | Don't Tell Me (akustisk version) | 3:38  |
| 3. | Take Me Away (albumversion)      | 2:57  |
| 4. | Don't Tell Me (musikvideo)       | 3:23  |

## Listplaceringar
| Lista (2004)                      | Högsta position |
| --------------------------------- | --------------- |
| Frankrike (SNEP)                  | 53              |
| Irland (IRMA)                     | 9               |
| Italien (FIMI)                    | 4               |
| Schweiz (Schweizer Hitparade)     | 9               |
| Storbritannien (UK Singles Chart) | 5               |
| Sverige (Sverigetopplistan)       | 30              |
| USA (Billboard Hot 100)           | 22              |
| Österrike (Ö3 Austria Top 40)     | 12              |